# Rima Gärtner
Rima Gärtner és una estructura geològica del tipus rima a la superfície de la Lluna, situada amb el sistema de coordenades planetocèntriques a 59.46 ° de latitud N i 36.53 ° de longitud E. Fa un diàmetre de 42.73 km. El nom va ser fet oficial per la UAI l'any 1964 i fa referència al proper cràter Gärtner, car la rima s'hi troba dins.